# Bruzeliopsis alberti
Bruzeliopsis alberti is een vlokreeftensoort uit de familie van de Synopiidae. De wetenschappelijke naam van de soort is voor het eerst geldig gepubliceerd in 1911 door Chevreux.